# Базарна вулиця (Одеса)
Базарна вулиця — одна із вулиць Одеси, розташована в історичному центрі. Починається від вулиці Леонтовича і бульвару Гетьмана Сагайдачного (перетин вулиць утворює невелику площу без назви), перетинає Старобазарну площу і закінчується Тираспольською вулицею. Протягом всієї своєї історії вулиця не змінювала свої межі.
Свою назву вулиця дістала у 1820 році завдяки ринковій площі, розташованій на перетині цієї вулиці із проспектом Українських Героїв. На той момент Ринкова площа вже дістала назву Старобазарної, оскільки з 1812 року існував Новий базар на тодішній Херсонській площі. З 1835 року і вулиця змінила свою назву на Старобазарну, однак після 1868 стару назву було повернено.
З приходом до влади більшовиків вулицю названо на честь комуніста Раковського. Ця назва проіснувала з 1923 по 1928 роки, коли назву змінили на Кооперативна. З 1934 року вулиця мала назву Кірова, в честь відомого комуніста. В період з 1941 по 1944 роки вулиця знову мала назву Базарна. Остаточно первинну назву вулиці було повернено тільки у 1995 році.